# Пирекеев, Игорь Оразмухаммедович
Игорь Оразмухаммедович Пирекеев (туркм. Igor Pirekeýew) — туркменский и казахский спортсмен, стрелок. Двукратный чемпион Азиатских игр. Участник трех летних Олимпийских игр.

## Биография
Родился 16 мая 1971 года в г. Ашхабаде.
Окончил Национальный институт спорта и туризма Туркменистана.
Участвовал в трех летних Олимпийских играх: 1996 года в Атланте, 2000 года в Сиднее и 2004 года в Афинах.
После переезда в Казахстан в 2007 году в течение 3 лет не допускался до международных соревнований.
В настоящее время работает начальником команды по пулевой стрельбе в ЦСКА Министерства обороны Казахстана.

## Спортивные достижения
| Год  | Соревнование        | Дисциплина                           | Результат | Место проведения    | Выступал за  |
| ---- | ------------------- | ------------------------------------ | --------- | ------------------- | ------------ |
| 1998 | XIII Азиатские игры | Винтовка лёжа, 50 метров             | Золото    | Бангкок (Таиланд)   | Туркменистан |
| 2002 | XIV Азиатские игры  | Винтовка лёжа, 50 метров             | Серебро   | Пусан (Южная Корея) | Туркменистан |
| 2002 | XIV Азиатские игры  | Винтовка из трёх положений, 50 м     | Золото    | Пусан (Южная Корея) | Туркменистан |
| 2006 | XV Азиатские игры   | Винтовка лёжа, 50 метров             | Серебро   | Доха (Катар)        | Туркменистан |
| 2010 | XVI Азиатские игры  | Винтовка 50 м (к)                    | Бронза    | Гуанчжоу (Китай)    | Казахстан    |
| 2010 | XVI Азиатские игры  | Винтовка из трёх положений, 50 м (к) | Серебро   | Гуанчжоу (Китай)    | Казахстан    |

## Переезд в Казахстан
После XV Азиатских игр 2006 года в Дохе Игорь Пирекеев получил предложение сменить гражданство и выступать за сборную Казахстана.
Мое желание поменять гражданство на казахстанское вызвано тем, что у меня на родине нет никаких условий для полноценных тренировок. В Ашхабаде я тренировался в школьном тире, который был построен еще в советское время. У меня не было ни тренера, ни соперников. После Азиатских игр 2006 года мне предложили выступать за вашу страну, и я, не раздумывая, согласился. В Казахстане прожил уже 2 года. Здесь у меня хорошие условия.

Из интервью газете «Время» (Казахстан) 05.11.2008